# Таубербишофсхајм
Таубербишофсхајм (њем. Tauberbischofsheim) град је у њемачкој савезној држави Баден-Виртемберг. Једно је од 18 општинских средишта округа Маин-Таубер-Крајс. Према процјени из 2010. у граду је живјело 13.176 становника. Посједује регионалну шифру (AGS) 8128115.

## Географски и демографски подаци
Таубербишофсхајм се налази у савезној држави Баден-Виртемберг у округу Маин-Таубер-Крајс. Град се налази на надморској висини од 183 метра. Површина општине износи 69,3 km². У самом граду је, према процјени из 2010. године, живјело 13.176 становника. Просјечна густина становништва износи 190 становника/km².

## Међународна сарадња
| Мјесто | Држава    | Врста сарадње | Од    |
| ------ | --------- | ------------- | ----- |
|        | Финска    | пријатељство  | 1990. |
| Толна  | Мађарска  | партнерство   | 1991. |
|        | Француска | партнерство   | 1966. |
| Извор  |           |               |       |